# FRS Genuino
FRS Genuino también conocido como Efe Genuino o Mr. F. es un MC y productor de Granada (Andalucía). Forma parte del grupo Cantinela Fina y de Super spanish combo.

## Biografía
En 1992, empieza a interesarse por la cultura Hip Hop, fue uno de los pioneros de dicho movimiento en su ciudad, Granada, sus primeros grafitis datan de esta fecha. En 1995 empieza a escribir sus primeras letras de rap, aunque no fue hasta 1999 cuando graba su primer tema titulado "Un detalle" en Pig Studios, lo cual le anima para preparar su primera maqueta.
En el año 2001 tras algunas colaboraciones en CD de Mskuad (Madrid) saca su primera maqueta "Granada, tierra minada". Contó con colaboraciones de mc's y productores de España, Alemania, Londres, San Francisco, gente como Calagad13, J.Morillas, Quilate (Mc) o Campeón (Rhajha), por citar algunos.
En 2002 se unió a Quilate (Mc) para formar el grupo Cantinela Fina. En 2003 sacaron su primer LP "Después del silencio", con colaboraciones de Trankilo Vallejo, Jaime Heredia "El Parron", Ger1 (L4), Zahara, Campeón (Rhajha), etc. Del LP se extrajo un videoclip del sencillo "Ay, ay, ay", que contribuyó a publicitar su trabajo al ser emitido en cadenas televisión locales y nacionales. Este trabajo les dio la oportunidad de girar en conciertos y festivales por ciudades de España junto a gente como Mala Rodríguez, Sólo los Solo o Violadores del verso entre otros.
En 2005, Efe cambia Granada por París y en 2007 desde París saca su LP en solitario "Genuino", compuesto casi en totalidad por auto-producciones y con las colaboraciones con Quilate (Cantinela Fina), Jpax e Izé (MC Malcriado) y Pah (Mskuad). 
En 2010, Frs se traslada a Barcelona y crea su nuevo proyecto Super spanish combo, junto a Canek y a Andi Rodríguez, a principios de 2011 se estrenan con "Callejeando" un EP-Demo de descarga gratuita y un videoclip titulado "Ritmo Callejero". Este grupo se compone por la unión de diversos músicos, de diversos estilos: Hip Hop, Salsa, Funk y Reggae y cuenta con una clara misión: crear un sonido nuevo, original e identificativo, compaginando principalmente sonoridades latinas y africanas. Los ritmos cadenciosos africanos y latinos, se mezclan con otros más secos Funk/Hip Hop, melodías soneadas se entrelazan con un rap percutante, que envuelve letras con contenido, donde siempre cabe lugar para el mensaje, las historias cotidianas, o simplemente para la fiesta.

## Discografía

### En solitario
- "Granada, tierra minada" (Maqueta) (independiente, 2001)
- "Genuino" (LP) (Estratega Records, 2007)

### ConCantinela Fina
- "Después Del Silencio" (LP) (2003)

### ConSuper spanish combo
- "Callejeando" (EP-Promo) (2012)
- "Llegó el Combo" (LP) (2013)
- "Llegó el Combo Remixed" (EP) (2014)

## Colaboraciones

### ConCantinela Fina
- Quilate (Mc)"Alma Libre"

### Como Productor
- Quilate (Mc)"Alma Libre"